# جزایر ویرجین بریتانیا در المپیک تابستانی ۲۰۲۴
کاروان المپیکی جزایر ویرجین بریتانیا، یکی از کاروان‌های شرکت‌کننده در بازی‌های المپیک تابستانی ۲۰۲۴ بود. این دوره از بازی‌ها از ۲۶ ژوئیه تا ۱۱ اوت ۲۰۲۴ (۵ تا ۲۱ امرداد ۱۴۰۳ خورشیدی) به میزبانی پاریس، پایتخت فرانسه برگزار شد.
این کاروان متشکل از ۴ ورزشکار (۳ مرد و یک زن) در دو رشته ورزشی بود. قایقران بادبانی، تاد لتسومه و دونده سرعت، آداجه هادج پرچمداران این کاروان در آیین گشایش این دوره از بازی‌ها بودند.
این کاروان در یازدهمین دوره‌ی حضور خود در المپیک نیز مانند ده دوره پیشین موفق به کسب مدال نشد.

## شرکت‌کنندگان
فهرست زیر به دو ورزشی اشاره دارد که ورزشکاران این کاروان در آن به رقابت با دیگر ورزشکاران پرداختند.
| ورزش             | مردان | زنان | مجموع |
| ---------------- | ----- | ---- | ----- |
| دو و میدانی      | ۲     | ۱    | ۳     |
| قایقرانی بادبانی | ۱     | ۰    | ۱     |
| مجموع            | ۳     | ۱    | ۴     |